# Хоупов дијамант
Хоупов дијамант (енгл. Hope Diamond) је висококаратни (45,52 каратни) камен. Припада групи тамноплавих дијаманата и највећи је дијамант те врсте. Налази се у Смитсон националном историјском музеју у Вашингтону, САД (енгл. Smithsonian Natural History Museum).
Дијамант окружују легенде о мистериозним страдањима свих њених досадашњих власника. Овај камен од непроцењиве вредности са још шеснаест дијаманата чини привезак на дијамантској огрлици.